# كسوف الشمس في 27 فبراير 2082
سيحدث كسوف حلقي للشمس يوم الجمعة 27 فبراير 2082. يحدث كسوف الشمس عندما يمر القمر بين الأرض والشمس، وبالتالي يحجب القمر صورة الشمس كليًا أو جزئيًا عن المُشاهِد من الأرض. يحدث الكسوف الحلقي للشمس عندما يكون القطر الظاهري للقمر أصغر من قطر الشمس، مما يحجب معظم ضوء الشمس ويتسبب في ظهور الشمس على شكل حلقة. يظهر الكسوف الحلقي على شكل كسوف جزئي فوق منطقة من الأرض يبلغ عرضها آلاف الكيلومترات.

## الخسوفات ذات الصلة

### كسوف الشمس 2080-2083
هذا الكسوف هو واحد من مجموعة من حالات الكسوف التي تشهدها الأرض بشكلٍ دوري، حيث تتكرر كل 177 يومًا و4 ساعات تقريبًا.
| 121 | March 21, 2080 Partial    | 126 | September 13, 2080 Partial |
| 131 | March 10, 2081 Annular    | 136 | September 3, 2081 Total    |
| 141 | February 27, 2082 Annular | 146 | August 24, 2082 Total      |
| 151 | February 16, 2083 Partial | 156 | August 13, 2083 Partial    |